# La Talaudière
La Talaudière es una comuna francesa, situada en el departamento de Loira, de la región de Auvernia-Ródano-Alpes.

## Demografía
| 4 309 | 4 808 | 5 655 | 5 577 | 5 935 | 6 700 | 6 377 | 6 860 |
| Para los censos de 1962 a 1999 la población legal corresponde a la población sin duplicidades (Fuente: INSEE [Consultar]) |       |       |       |       |       |       |       |